# Francisca Júlia da Silva
Francisca Julia César da Silva Münster (Xiririca, 31 de agosto de 1871 – São Paulo, 1 de novembro de 1920) foi uma poetisa brasileira. Nasceu em Xiririca, depois Eldorado Paulista, hoje Eldorado.
Colaborou no Correio Paulistano e no Diário Popular, que lhe abriu as portas para trabalhar em O Álbum, de Artur Azevedo, e A Semana, de Valentim Magalhães, no Rio de Janeiro. Foi lá que lhe ocorreu um fato bastante curioso: ninguém acreditava que aqueles versos fossem de mulher e o crítico literário João Ribeiro, acreditando que Raimundo Correia usava um nome falso, passou a "atacá-lo" sob o pseudônimo de Maria Azevedo. No entanto a verdade foi esclarecida após carta de Júlio César da Silva enviada a Max Fleiuss.
A partir daí João Ribeiro empenhou-se para que o primeiro livro da autora fosse publicado e, em 1895, Mármores saiu pela editora Horácio Belfort Sabino. Já a essa altura era Francisca Júlia considerada grande poetisa nos círculos literários. Olavo Bilac louvou-lhe o culto da forma, a língua, remoçada "por um banho maravilhoso de novidade e frescura", sua arte calma e consoladora. Sua consagração se refletiu nas inúmeras revistas que começaram a estampar-lhe o retrato.

## Vida

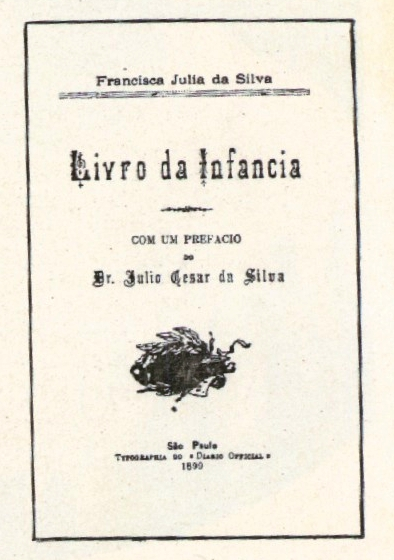
Capa do Livro da Infância

Em 1899 publicou o Livro da Infância destinado às escolas públicas do estado. Sua intenção era começar no Brasil algum tipo de literatura destinada às crianças, algo que até então praticamente não existia. O livro trazia pequenos contos e versos "simples na forma, fluentes na narrativa e escritos no melhor e mais puro vernáculo", conforme acentuou Júlio César da Silva ao prefaciar o livro.
A experiência de Francisca Júlia com os versos infantis transferiu-se, em parte, para a sua terceira obra Esfinges, publicada em 1903. Grosso modo, Esfinges é uma edição ampliada de Mármores, onde excluiu sete composições e acrescentou 20 novas, sendo 14 inéditas.
Em 1904, no primeiro dia do ano, Francisca Júlia foi proclamada membro efetivo do comitê central brasileiro da Societá Internazionale Elleno-Latina, de Roma.

### Em Cabreúva
Embora vivendo um momento de consagração como grande poetisa até aquele instante, contudo, por razões nunca esclarecidas, Francisca Júlia abandonou a vida pública em São Paulo e partiu para Cabreúva, em 1906, onde sua mãe exercia o magistério. Passou a dedicar-se aos serviços domésticos e tornou-se professora particular das crianças da região, dando aulas de piano, inclusive, a Erotides de Campos, que mais tarde viria a se tornar um famoso compositor paulista.
Foi quando conheceu um farmacêutico recém-formado da capital que lá estava de visita aos parentes. Namoraram. Francisca Júlia confessou em cartas a uma amiga de São Paulo que quase se apaixonou por ele, Mas deu-se conta de que ele era louco, o que era falado por conhecidos e vizinhos. Recebendo a recusa da poetisa, o jovem partiu de Cabreúva com o intuito de voltar, o que não aconteceu: acabou se casando no Rio e todas as cartas de amor foram devolvidas, chocantemente, numa caixa de sapatos.
A poetisa, então, decidiu voltar para São Paulo e aguardou a possibilidade de transferência da mãe para partir com ela, o que aconteceu em outubro de 1908, quando foi removida para a escola da estação do Lajeado, atual distrito de Guaianases. Ainda em Cabreúva, já era membro da Academia Paulista de Letras, fundada em 1907, que não vingaria. Recusou o convite para participar da segunda Academia Paulista de Letras, fundada em 1909, por razões que ficaram claras, num momento de afastamento da vida literária. Há quem diga que foi por não querer ingressar sem o irmão, Júlio César da Silva, poeta decadentista, de grande prestígio nos meios literários. No mesmo ano fez a sua primeira conferência no salão do edifício da Câmara Municipal, em Itu, sobre o tema "A Feitiçaria Sob o Ponto de Vista Científico".

### Casamento e morte
Casou-se, em 22 de fevereiro de 1909, com Philadelpho Edmundo Münster (1865-1920), telegrafista da estação do Lajeado na Estrada de Ferro Central do Brasil. O poeta e amigo Vicente de Carvalho foi padrinho de seu casamento. Nessa época já estava compenetrada em pensamentos místicos. Isolou-se e viveu para o lar, recebendo visitas esporádicas de jornalistas que publicavam ainda poemas seus. Em 1912 saiu seu último livro, Alma Infantil, em parceria com o irmão Júlio César da Silva, que alcançou notável repercussão nas escolas do Estado quando grande parte da edição foi adquirida pelo secretário do Interior, à época, Altino Arantes.
Passou a explorar temas como a caridade, a fé, vida após a morte, reencarnação e ideologias orientais diversas (budismo). Descobriu, em 1916, a doença do marido (tuberculose) e mergulhou numa depressão profunda, dizendo ter visões, que estava para morrer e tinha alucinações provenientes da intoxicação do ácido úrico. Com o passar dos anos a situação se agravou, seus poemas - os poucas que ainda escreve - retratavam a vontade de uma mulher que almeja a paz espiritual fora do plano terrestre. Disse, em entrevista a Correia Junior, que sua "vida encurta-se hora a hora". Mesmo assim voltou a escrever para A Cigarra e prometeu um livro de poemas chamado Versos Áureos.
Em 1920, Filadelfo, tuberculoso, desenganado pelos médicos, veio a falecer no dia 31 de outubro. Horas depois do cortejo, no dia seguinte, Francisca Júlia foi para o quarto repousar e suicidou-se ao ingerir excessiva dose de narcóticos, vindo a falecer na manhã de 1 de novembro de 1920.

## Estilo literário
| |  |                                                                |
| Escultura Musa Impassível (Francisca Júlia) de Victor Brecheret, exibida na Pinacoteca do Estado. Créditos: Leandro Lanzoni. |  | Rua Francisca Júlia no Alto de Santana, na cidade de São Paulo |

Francisca Júlia, segundo o historiador João Pacheco, desde cedo mostrou ortodoxamente timbres parnasianos, mas com influência do modernismo, que deixou o poeta Olavo Bilac a inveja de ourives. Sua poesia traz a mais estrita impessoalidade, revelando-se puramente objetiva nas peças que mais célebres ficaram - "Dança de Centauras" e "Os Argonautas", principalmente - em que não palpita nenhum estilo interior, mas em que se modela e se fixa o relevo, a cor, o movimento das formas externas. Em certos momentos, manifesta um raro poder de sonoridade e vigor à língua, imprimindo aos versos uma estrutura que não se apoiava na emoção, mas na própria força e rigor da expressão.
Todavia apresentava uma tendência ao simbolismo já muito antiga, conforme é vista na poesia "De Joelhos", de 1894, cujo pendor pelo gosto nefelibata refletiu-se em admiráveis efeitos de luz, som e movimento. Tais efeitos repercutiram após a publicação de "Esfinges", em 1903, até o fim da vida, nos anos em que sofrera com a doença do esposo.
Seu simbolismo, segundo Péricles Eugênio, foi uma das manifestações da moralização de sua arte, que adquiriu um caráter místico e filosófico cada vez mais pronunciado. Pode-se dizer que sua poesia evoluiu de plástica a filosófica, guardando sempre a mesma tranquilidade superior de expressão e revelando o mesmo domínio interior da alma.

## Homenagem
Foi homenageada com o nome de uma importante rua no alto do bairro de Santana, na cidade de São Paulo. Curiosamente outros autores simbolistas foram homenageados também com ruas do Alto de Santana, existindo os cruzamentos Rua Francisca Júlia x Rua Alphonsus de Guimarães e Rua Francisca Júlia x Rua Paulo Gonçalves.
Em 1933 o Senado aprovou a implantação da estátua "Musa Impassível" sobre o seu túmulo no Cemitério do Araçá, esculpida em granito carrara por Victor Brecheret. Em dezembro de 2006, após 15 anos de acordo entre a Prefeitura e o Estado para o translado, a estátua foi removida para a Pinacoteca de São Paulo, onde passou por um delicado processo de restauração antes de ser liberada para exposição pública.
Criada com o nome de Clínica de Repouso Francisca Júlia em 1972, em São José dos Campos, SP,  a instituição foi idealizada pela Diretoria e de Voluntários do Programa CVV indignados ao tipo de tratamento dispensado aos doentes psiquiátricos àquela época. A ideia se tornou realidade quando se constatou que 10% das pessoas que procuravam ajuda no CVV com tendências suicidas apresentavam transtornos mentais.

## Lista de obras
- 1895 - Mármores[6][7]
- 1899 - Livro da Infância
- 1903 - Esfinges
- 1908 - A Feitiçaria Sob o Ponto de Vista Científico (discurso)
- 1912 - Alma Infantil (com Júlio César da Silva)
- 1921 - Esfinges - 2º ed. (ampliada)
- 1962 - Poesias (organizadas por Péricles Eugênio da Silva Ramos)